# Димиктичко језеро
Димиктичко језеро (грч. di — два и грч. miktos — измешан) је језеро у којем се према термичкој класификацији врши мешање целокупне водене масе, од површине до дна. Спада у групу холомиктичких језера. Карактеристична су за умерене и субполарне области. Мешање се обавља у пролеће и позну јесен, као и почетком лета и у рану јесен.